# بوني هاريس
بوني هاريس (بالإنجليزية: Bonnie Harris)‏ هي رسامة أمريكية، ولدت في 1870 في شيكاغو في الولايات المتحدة، وتوفيت في 1962 في جاكسونفيل في الولايات المتحدة.